# The Morning After (James)
The Morning After è il dodicesimo album in studio del gruppo rock britannico James, pubblicato nel 2010.

## Tracce
1. Got the Shakes
2. Dust Motes
3. Tell Her I Said So
4. Kaleidoscope
5. Rabbit Hole
6. Make for This City
7. Lookaway
8. Fear

Tracce bonus iTunes
1. Lookaway (Alternative version)

Tracce bonus CD (UK)
1. Carousel Take 1